# 赫爾南多 (密西西比州)
赫爾南多（英語：Hernando）是一個位於美國密西西比州德索托縣的城市。根據2010年美國人口普查，該地共人口14,090人，而該地的面積約為66.90平方千米。同時該地也是德索托縣的縣治。

## 地理
赫爾南多的座標為34°49′51″N 89°59′37″W / 34.83083°N 89.99361°W，而該地的平均海拔高度為116米（即381英尺）。